# Andrew av Fløtum
Andrew av Fløtum (ur. 13 czerwca 1979 w Tórshavn) jest jednym z profesjonalnych piłkarzy farerskich. Obecnie, od 2007 roku gra w klubie HB Tórshavn (Formuladeildin).

## Kariera piłkarska
Andrew av Fløtum zaczynał karierę w swym rodzinnym mieście Tórshavn, stolicy archipelagu, z którego pochodzi. Miało to miejsce w 1996, 31 marca w meczu przeciwko KÍ Klaksvík. Kiedy Fløtum występował w barwach stołecznego klubu HB Tórshavn zdobył on trzy mistrzostwa Wysp Owczych, a także Puchar Wysp Owczych z roku 1998. Rok 2002 jest jeszcze jednym sukcesem tego piłkarza, zdobywając 18 bramek stał się królem strzelców w swojej lidze. Fløtum grał w HB Tórshavn do 2003 roku, kiedy po kolejnym sukcesie w lidze piłkarzem zainteresowały się kluby duńskie. W latach 1996–2003 rozegrał w swym pierwszym klubie 110 spotkań i strzelił 58 bramek.
Od 2003 roku Fløtum rozpoczął grę dla drugoligowego klubu Fremad Amager z Kopenhagi. Zadebiutował w nim 21 marca 2004 w meczu przeciw Brønshøj Boldklub. Rozegrał tam 85 spotkań i zdobył 29 bramek. Fremad na koniec 2006 roku zdobył 15. miejsce w tabeli i spadł do III ligi. Fløtum w 2007 roku powrócić do swego pierwszego klubu HB Tórshavn, gdzie w sezonie 2007 udało mu się zdobyć 9 bramek.

## Kariera reprezentacyjna
Andrew av Fløtum gra w reprezentacji Wysp Owczych od 2001 roku, kiedy w styczniu podczas towarzyskiego meczu ze Szwecją zmienił Uniego Arge. Rozegrał dotąd 34 mecze i strzelił jedną bramkę.